# Feel No Pain
«Feel No Pain» es una canción interpretada por la banda británica Sade. Fue publicada el 16 de noviembre de 1992 como el segundo sencillo de su cuarto álbum de estudio Love Deluxe.

## Recepción de la crítica
Justin Chadwick de Albumism describió la canción como un “llamado a las armas percusivo” y “compasivo que nos recuerda que debemos tratar a los azotados por la pobreza con la dignidad y la decencia que se merecen, mientras nos alienta a hacer lo que podamos para aliviar el sufrimiento de las personas en tiempos de turbulencia financiera y agitación familiar”. Larry Flick de Billboard lo señaló como un “lujoso atasco lento” y afirmó que es “por mucho, el corte más accesible del álbum”. Añadió: “Un ritmo aleatorio creativo está adornado con sutiles y blueseros punteos de guitarra y apasionantes pasajes de teclado. Por supuesto, la voz única de Sade es el punto focal en todo momento”. Mark Millan del The Daily Vault, declaró que una canción seria “resulta como una canción funk genial, alegre y algo maravillosa”. Señaló que “las voces heladas contrastan completamente con la pista de combustión lenta lista para el club”. En una reseña posicionando cada canción de Sade de peor a mejor, Frank Guan colocó «Feel No Pain» en el décimo cuarto lugar.

## Posicionamiento
| Gráfica (1992–93)                                           | Pico de posición |
| ----------------------------------------------------------- | ---------------- |
| Alemania (Official German Charts)                           | 80               |
| Australia (ARIA Charts)                                     | 107              |
| Estados Unidos (Billboard Hot R&B/Hip-Hop Songs)            | 59               |
| Estados Unidos (Cashbox Top 100 Black Contemporary Singles) | 44               |
| Europa (European Hot 100 Singles)                           | 20               |
| Italia (Musica e dischi)                                    | 20               |
| Nueva Zelanda (Recorded Music NZ)                           | 48               |
| Reino Unido (UK Singles Chart)                              | 56               |